# Bhutanitis lidderdalii
Espèce
Statut CITES
Bhutanitis lidderdalii est un lépidoptère appartenant à la famille des Papilionidae, à la sous-famille des Parnassiinae et au genre Bhutanitis.

## Dénomination
Bhutanitis lidderdalii a été nommé par William Stephen Atkinson en 1873.
Synonymes : Armandia lidderdalei.

### Sous-espèces
- Bhutanitis lidderdalii lidderdalii
- Bhutanitis lidderdalii ocellatomaculata Igarashi, 1979 ; dans le nord de la Thaïlande.
- Bhutanitis lidderdalii spinosa dans le sud-ouest de la Chine[1].

## Noms vernaculaires
Bhutanitis lidderdalii se nomme Bhutan Glory en anglais.

## Description
Bhutanitis lidderdalii est un papillon spectaculaire, de couleur marron à noir, marqué de fines lignes blanches, aux ailes antérieures arrondies et aux ailes postérieures à queus dont la médiane est la plus grande, avec une large tache rouge à rose, des lunules marginales et entre de gros ocelles postdiscaux.

## Biologie

### Période de vol et hivernation
Il vole en deux générations en mai-juin puis en d'août à octobre.

### Plantes hôtes
Ses plantes hôtes sont des aristoloches Aristolochia griffithii, Aristolochia kaempferii, Aristolochia mandshuriensis et Aristolochia shimadai.

## Écologie et distribution
Il réside au Bhoutan, dans le nord de l'Inde, l'ouest et le sud-ouest de la Chine et dans le nord de la Thaïlande.

## Protection
Bhutanitis lidderdalii est protégé en Inde.
Il est sur la liste de la convention sur le commerce international des espèces de faune et de flore sauvages menacées d'extinction (CITES).

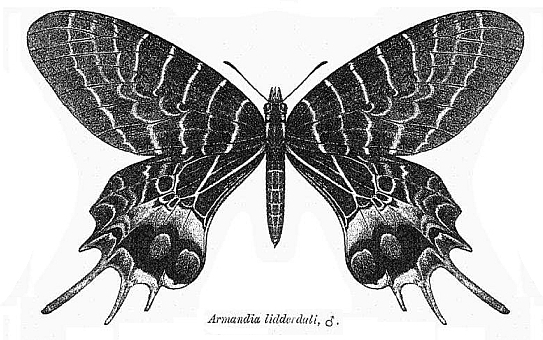
illustration de Fauna of British India (1907)